# Le Sequestre
Le Sequestre – miejscowość i gmina we Francji, w regionie Oksytania, w departamencie Tarn.
Według danych na rok 1990 gminę zamieszkiwało 925 osób, a gęstość zaludnienia wynosiła 171 osób/km² (wśród 3020 gmin regionu Midi-Pireneje Le Sequestre plasuje się na 359. miejscu pod względem liczby ludności, natomiast pod względem powierzchni na miejscu 1456.).